# Eleições legislativas de 2019 em Loures

## Resultados Oficiais
| Partido                 | Partido                                         | Votos   | %               | +/-   |
| ----------------------- | ----------------------------------------------- | ------- | --------------- | ----- |
|                         | Partido Socialista                              | 40 082  | 40,81 / 100,00  | 5,24  |
|                         | Partido Social Democrata                        | 17 654  | 17,98 / 100,00  | -     |
|                         | CDU - Coligação Democrática Unitária            | 11 369  | 11,58 / 100,00  | 3,75  |
|                         | Bloco de Esquerda                               | 9 036   | 9,20 / 100,00   | 1,31  |
|                         | Pessoas–Animais–Natureza                        | 4 075   | 4,15 / 100,00   | 2,42  |
|                         | CHEGA!                                          | 2 881   | 2,93 / 100,00   | Novo  |
|                         | CDS – Partido Popular                           | 2 640   | 2,69 / 100,00   | -     |
|                         | Iniciativa Liberal                              | 1 635   | 1,66 / 100,00   | Novo  |
|                         | LIVRE                                           | 1 329   | 1,35 / 100,00   | 0,52  |
|                         | Partido Comunista dos Trabalhadores Portugueses | 1 041   | 1,06 / 100,00   | 0,21  |
|                         | Outros (com menos de 1,00%)                     | 2 943   | 3,00 / 100,00   |       |
| Votos Inválidos         | Votos Inválidos                                 | 3 526   | 3,59 / 100,00   | 0,16  |
| Total                   | Total                                           | 98 211  | 100,00 / 100,00 |       |
| Eleitorado/Participação | Eleitorado/Participação                         | 168 563 | 58,26 / 100,00  | 3,96  |
| Fonte                   | Fonte                                           | [ 1 ]   | [ 1 ]           | [ 1 ] |

## Resultados por Freguesia
Os resultados seguintes referem-se aos partidos que obtiveram mais de 1,00% dos votos:
| Freguesia                                         | %     | %     | %     | %     | %    | %    | %    | %    | %    | %    | Votantes |
| Freguesia                                         | PS    | PSD   | CDU   | BE    | PAN  | CH   | CDS  | IL   | L    | PCTP | Votantes |
| ------------------------------------------------- | ----- | ----- | ----- | ----- | ---- | ---- | ---- | ---- | ---- | ---- | -------- |
| Bucelas                                           | 43,05 | 14,03 | 13,81 | 9,46  | 3,88 | 2,05 | 2,44 | 1,13 | 1,44 | 1,35 | 2 295    |
| Camarate, Unhos e Apelação                        | 48,22 | 13,15 | 11,90 | 8,06  | 3,63 | 3,19 | 2,27 | 0,71 | 0,85 | 1,41 | 13 721   |
| Fanhões                                           | 36,04 | 17,94 | 16,37 | 7,66  | 3,45 | 3,83 | 3,15 | 0,90 | 1,20 | 2,18 | 1 332    |
| Loures                                            | 36,17 | 20,71 | 10,00 | 9,47  | 4,50 | 4,11 | 2,98 | 2,00 | 1,57 | 0,97 | 14 811   |
| Lousa                                             | 37,56 | 24,35 | 9,99  | 8,99  | 3,89 | 2,41 | 2,95 | 1,61 | 0,87 | 1,27 | 1 491    |
| Moscavide e Portela                               | 36,65 | 27,60 | 7,50  | 7,60  | 4,03 | 1,79 | 4,03 | 2,94 | 1,88 | 0,60 | 11 886   |
| Sacavém e Prior Velho                             | 41,99 | 17,15 | 11,72 | 9,13  | 4,11 | 2,41 | 2,50 | 2,11 | 1,38 | 0,90 | 11 879   |
| Santa Iria de Azoia, São João da Talha e Bobadela | 41,00 | 15,43 | 14,46 | 9,92  | 4,17 | 2,56 | 2,17 | 1,29 | 1,08 | 1,17 | 23 428   |
| Santo Antão e São Julião do Tojal                 | 40,42 | 14,84 | 17,35 | 7,76  | 3,76 | 2,97 | 2,26 | 1,38 | 1,06 | 1,43 | 4 070    |
| Santo António dos Cavaleiros e Frielas            | 41,26 | 16,92 | 8,98  | 10,88 | 4,89 | 3,62 | 2,78 | 1,66 | 1,77 | 0,86 | 13 298   |
| Loures                                            | 40,81 | 17,98 | 11,58 | 9,20  | 4,15 | 2,93 | 2,69 | 1,66 | 1,35 | 1,06 | 98 211   |

#### Bucelas
| Partido                 | Partido                                         | Votos | %               | +/-  |
| ----------------------- | ----------------------------------------------- | ----- | --------------- | ---- |
|                         | Partido Socialista                              | 988   | 43,05 / 100,00  | 6,10 |
|                         | Partido Social Democrata                        | 322   | 14,03 / 100,00  | -    |
|                         | CDU - Coligação Democrática Unitária            | 317   | 13,81 / 100,00  | 4,32 |
|                         | Bloco de Esquerda                               | 217   | 9,46 / 100,00   | 2,41 |
|                         | Pessoas–Animais–Natureza                        | 89    | 3,88 / 100,00   | 2,39 |
|                         | CDS – Partido Popular                           | 56    | 2,44 / 100,00   | -    |
|                         | CHEGA!                                          | 47    | 2,05 / 100,00   | Novo |
|                         | LIVRE                                           | 33    | 1,44 / 100,00   | 0,79 |
|                         | Partido Comunista dos Trabalhadores Portugueses | 31    | 1,35 / 100,00   | 0,51 |
|                         | Iniciativa Liberal                              | 26    | 1,13 / 100,00   | Novo |
|                         | Outros (com menos de 1,00%)                     | 78    | 3,40 / 100,00   |      |
| Votos Inválidos         | Votos Inválidos                                 | 91    | 3,97 / 100,00   | 0,70 |
| Total                   | Total                                           | 2 295 | 100,00 / 100,00 |      |
| Eleitorado/Participação | Eleitorado/Participação                         | 3 839 | 59,78 / 100,00  | 4,99 |

#### Camarate, Unhos e Apelação
| Partido                 | Partido                                         | Votos  | %               | +/-  |
| ----------------------- | ----------------------------------------------- | ------ | --------------- | ---- |
|                         | Partido Socialista                              | 6 616  | 48,22 / 100,00  | 9,95 |
|                         | Partido Social Democrata                        | 1 804  | 13,15 / 100,00  | -    |
|                         | CDU - Coligação Democrática Unitária            | 1 633  | 11,90 / 100,00  | 4,92 |
|                         | Bloco de Esquerda                               | 1 106  | 8,06 / 100,00   | 1,89 |
|                         | Pessoas–Animais–Natureza                        | 498    | 3,63 / 100,00   | 1,85 |
|                         | CHEGA!                                          | 438    | 3,19 / 100,00   | Novo |
|                         | CDS – Partido Popular                           | 311    | 2,27 / 100,00   | -    |
|                         | Partido Comunista dos Trabalhadores Portugueses | 194    | 1,41 / 100,00   | 0,46 |
|                         | Outros (com menos de 1,00%)                     | 647    | 4,73 / 100,00   |      |
| Votos Inválidos         | Votos Inválidos                                 | 474    | 3,46 / 100,00   | 0,04 |
| Total                   | Total                                           | 13 721 | 100,00 / 100,00 |      |
| Eleitorado/Participação | Eleitorado/Participação                         | 27 308 | 50,25 / 100,00  | 4,90 |

#### Fanhões
| Partido                 | Partido                                         | Votos | %               | +/-  |
| ----------------------- | ----------------------------------------------- | ----- | --------------- | ---- |
|                         | Partido Socialista                              | 480   | 36,04 / 100,00  | 2,36 |
|                         | Partido Social Democrata                        | 239   | 17,94 / 100,00  | -    |
|                         | CDU - Coligação Democrática Unitária            | 218   | 16,37 / 100,00  | 1,84 |
|                         | Bloco de Esquerda                               | 102   | 7,66 / 100,00   | 0,85 |
|                         | CHEGA!                                          | 51    | 3,83 / 100,00   | Novo |
|                         | Pessoas–Animais–Natureza                        | 46    | 3,45 / 100,00   | 1,83 |
|                         | CDS – Partido Popular                           | 42    | 3,15 / 100,00   | -    |
|                         | Partido Comunista dos Trabalhadores Portugueses | 29    | 2,18 / 100,00   | 0,28 |
|                         | LIVRE                                           | 16    | 1,20 / 100,00   | 0,50 |
|                         | Outros (com menos de 1,00%)                     | 56    | 4,21 / 100,00   |      |
| Votos Inválidos         | Votos Inválidos                                 | 53    | 3,98 / 100,00   | 0,31 |
| Total                   | Total                                           | 1 332 | 100,00 / 100,00 |      |
| Eleitorado/Participação | Eleitorado/Participação                         | 2 194 | 60,71 / 100,00  | 3,20 |

#### Loures
| Partido                 | Partido                              | Votos  | %               | +/-  |
| ----------------------- | ------------------------------------ | ------ | --------------- | ---- |
|                         | Partido Socialista                   | 5 357  | 36,17 / 100,00  | 4,67 |
|                         | Partido Social Democrata             | 3 067  | 20,71 / 100,00  | -    |
|                         | CDU - Coligação Democrática Unitária | 1 481  | 10,00 / 100,00  | 3,48 |
|                         | Bloco de Esquerda                    | 1 403  | 9,47 / 100,00   | 2,03 |
|                         | Pessoas–Animais–Natureza             | 666    | 4,50 / 100,00   | 2,73 |
|                         | CHEGA!                               | 608    | 4,11 / 100,00   | Novo |
|                         | CDS – Partido Popular                | 441    | 2,98 / 100,00   | -    |
|                         | Iniciativa Liberal                   | 296    | 2,00 / 100,00   | Novo |
|                         | LIVRE                                | 233    | 1,57 / 100,00   | 0,66 |
|                         | Aliança                              | 170    | 1,15 / 100,00   | Novo |
|                         | Outros (com menos de 1,00%)          | 482    | 3,27 / 100,00   |      |
| Votos Inválidos         | Votos Inválidos                      | 607    | 4,10 / 100,00   | 0,41 |
| Total                   | Total                                | 14 811 | 100,00 / 100,00 |      |
| Eleitorado/Participação | Eleitorado/Participação              | 24 620 | 60,16 / 100,00  | 3,34 |

#### Lousa
| Partido                 | Partido                                         | Votos | %               | +/-  |
| ----------------------- | ----------------------------------------------- | ----- | --------------- | ---- |
|                         | Partido Socialista                              | 560   | 37,56 / 100,00  | 9,84 |
|                         | Partido Social Democrata                        | 363   | 24,35 / 100,00  | -    |
|                         | CDU - Coligação Democrática Unitária            | 149   | 9,99 / 100,00   | 4,29 |
|                         | Bloco de Esquerda                               | 134   | 8,99 / 100,00   | 3,49 |
|                         | Pessoas–Animais–Natureza                        | 58    | 3,89 / 100,00   | 2,35 |
|                         | CDS – Partido Popular                           | 44    | 2,95 / 100,00   | -    |
|                         | CHEGA!                                          | 36    | 2,41 / 100,00   | Novo |
|                         | Iniciativa Liberal                              | 24    | 1,61 / 100,00   | Novo |
|                         | Partido Comunista dos Trabalhadores Portugueses | 19    | 1,27 / 100,00   | 0,31 |
|                         | Outros (com menos de 1,00%)                     | 56    | 3,75 / 100,00   |      |
| Votos Inválidos         | Votos Inválidos                                 | 48    | 3,22 / 100,00   | 0,30 |
| Total                   | Total                                           | 1 491 | 100,00 / 100,00 |      |
| Eleitorado/Participação | Eleitorado/Participação                         | 2 602 | 57,30 / 100,00  | 2,92 |

#### Moscavide e Portela
| Partido                 | Partido                              | Votos  | %               | +/-  |
| ----------------------- | ------------------------------------ | ------ | --------------- | ---- |
|                         | Partido Socialista                   | 4 356  | 36,65 / 100,00  | 0,62 |
|                         | Partido Social Democrata             | 3 281  | 27,60 / 100,00  | -    |
|                         | Bloco de Esquerda                    | 903    | 7,60 / 100,00   | 0,59 |
|                         | CDU - Coligação Democrática Unitária | 892    | 7,50 / 100,00   | 1,24 |
|                         | CDS – Partido Popular                | 479    | 4,03 / 100,00   | -    |
|                         | Pessoas–Animais–Natureza             | 451    | 3,79 / 100,00   | 2,26 |
|                         | Iniciativa Liberal                   | 349    | 2,94 / 100,00   | Novo |
|                         | LIVRE                                | 224    | 1,88 / 100,00   | 0,62 |
|                         | CHEGA!                               | 213    | 1,79 / 100,00   | Novo |
|                         | Aliança                              | 161    | 1,35 / 100,00   | Novo |
|                         | Outros (com menos de 1,00%)          | 215    | 1,81 / 100,00   |      |
| Votos Inválidos         | Votos Inválidos                      | 362    | 3,05 / 100,00   | 0,21 |
| Total                   | Total                                | 11 886 | 100,00 / 100,00 |      |
| Eleitorado/Participação | Eleitorado/Participação              | 18 557 | 64,05 / 100,00  | 2,24 |

#### Sacavém e Prior Velho
| Partido                 | Partido                              | Votos  | %               | +/-  |
| ----------------------- | ------------------------------------ | ------ | --------------- | ---- |
|                         | Partido Socialista                   | 4 988  | 41,99 / 100,00  | 3,33 |
|                         | Partido Social Democrata             | 2 109  | 17,75 / 100,00  | -    |
|                         | CDU - Coligação Democrática Unitária | 1 392  | 11,72 / 100,00  | 3,48 |
|                         | Bloco de Esquerda                    | 1 085  | 9,13 / 100,00   | 0,82 |
|                         | Pessoas–Animais–Natureza             | 488    | 4,11 / 100,00   | 2,26 |
|                         | CDS – Partido Popular                | 297    | 2,50 / 100,00   | -    |
|                         | CHEGA!                               | 286    | 2,41 / 100,00   | Novo |
|                         | Iniciativa Liberal                   | 251    | 2,11 / 100,00   | Novo |
|                         | LIVRE                                | 164    | 1,38 / 100,00   | 0,42 |
|                         | Aliança                              | 119    | 1,00 / 100,00   | Novo |
|                         | Outros (com menos de 1,00%)          | 308    | 2,59 / 100,00   |      |
| Votos Inválidos         | Votos Inválidos                      | 392    | 3,30 / 100,00   | 0,11 |
| Total                   | Total                                | 11 879 | 100,00 / 100,00 |      |
| Eleitorado/Participação | Eleitorado/Participação              | 20 054 | 59,24 / 100,00  | 4,50 |

#### Santa Iria de Azoia, São João da Talha e Bobadela
| Partido                 | Partido                                         | Votos  | %               | +/-  |
| ----------------------- | ----------------------------------------------- | ------ | --------------- | ---- |
|                         | Partido Socialista                              | 9 605  | 41,00 / 100,00  | 6,17 |
|                         | Partido Social Democrata                        | 3 615  | 15,43 / 100,00  | -    |
|                         | CDU - Coligação Democrática Unitária            | 3 387  | 14,46 / 100,00  | 5,09 |
|                         | Bloco de Esquerda                               | 2 323  | 9,92 / 100,00   | 0,56 |
|                         | Pessoas–Animais–Natureza                        | 976    | 4,17 / 100,00   | 2,58 |
|                         | CHEGA!                                          | 599    | 2,56 / 100,00   | Novo |
|                         | CDS – Partido Popular                           | 508    | 2,17 / 100,00   | -    |
|                         | Iniciativa Liberal                              | 303    | 1,29 / 100,00   | Novo |
|                         | Partido Comunista dos Trabalhadores Portugueses | 273    | 1,17 / 100,00   | 0,21 |
|                         | LIVRE                                           | 252    | 1,08 / 100,00   | 0,39 |
|                         | Outros (com menos de 1,00%)                     | 682    | 2,91 / 100,00   |      |
| Votos Inválidos         | Votos Inválidos                                 | 905    | 3,87 / 100,00   | 0,30 |
| Total                   | Total                                           | 23 428 | 100,00 / 100,00 |      |
| Eleitorado/Participação | Eleitorado/Participação                         | 37 649 | 62,23 / 100,00  | 4,76 |

#### Santo Antão e São Julião do Tojal
| Partido                 | Partido                                         | Votos | %               | +/-  |
| ----------------------- | ----------------------------------------------- | ----- | --------------- | ---- |
|                         | Partido Socialista                              | 1 645 | 40,42 / 100,00  | 4,69 |
|                         | CDU - Coligação Democrática Unitária            | 706   | 17,35 / 100,00  | 3,94 |
|                         | Partido Social Democrata                        | 604   | 14,84 / 100,00  | -    |
|                         | Bloco de Esquerda                               | 316   | 7,76 / 100,00   | 1,54 |
|                         | Pessoas–Animais–Natureza                        | 153   | 3,76 / 100,00   | 2,53 |
|                         | CHEGA!                                          | 121   | 2,97 / 100,00   | Novo |
|                         | CDS – Partido Popular                           | 92    | 2,26 / 100,00   | -    |
|                         | Partido Comunista dos Trabalhadores Portugueses | 58    | 1,43 / 100,00   | 0,15 |
|                         | Iniciativa Liberal                              | 56    | 1,38 / 100,00   | Novo |
|                         | LIVRE                                           | 43    | 1,06 / 100,00   | 0,42 |
|                         | Outros (com menos de 1,00%)                     | 123   | 3,04 / 100,00   |      |
| Votos Inválidos         | Votos Inválidos                                 | 153   | 3,76 / 100,00   | 0,26 |
| Total                   | Total                                           | 4 070 | 100,00 / 100,00 |      |
| Eleitorado/Participação | Eleitorado/Participação                         | 6 824 | 59,64 / 100,00  | 3,08 |

#### Santo António dos Cavaleiros e Frielas
| Partido                 | Partido                              | Votos  | %               | +/-  |
| ----------------------- | ------------------------------------ | ------ | --------------- | ---- |
|                         | Partido Socialista                   | 5 487  | 41,26 / 100,00  | 5,25 |
|                         | Partido Social Democrata             | 2 250  | 16,92 / 100,00  | -    |
|                         | Bloco de Esquerda                    | 1 447  | 10,88 / 100,00  | 1,95 |
|                         | CDU - Coligação Democrática Unitária | 1 194  | 8,98 / 100,00   | 2,98 |
|                         | Pessoas–Animais–Natureza             | 650    | 4,89 / 100,00   | 2,73 |
|                         | CHEGA!                               | 482    | 3,62 / 100,00   | Novo |
|                         | CDS – Partido Popular                | 370    | 2,78 / 100,00   | -    |
|                         | LIVRE                                | 235    | 1,77 / 100,00   | 0,83 |
|                         | Iniciativa Liberal                   | 221    | 1,66 / 100,00   | Novo |
|                         | Outros (com menos de 1,00%)          | 521    | 3,93 / 100,00   |      |
| Votos Inválidos         | Votos Inválidos                      | 441    | 3,31 / 100,00   | 0,08 |
| Total                   | Total                                | 13 298 | 100,00 / 100,00 |      |
| Eleitorado/Participação | Eleitorado/Participação              | 24 916 | 53,37 / 100,00  | 3,20 |